# Malla Nunn
Malla Nunn es una novelista y cineasta nacida en Suazilandia y residente en Australia, conocida internacionalmente por su serie de novelas policíacas protagonizadas por el detective Emmanuel Cooper y su ayudante zulú Shabalala y ambientadas en la Sudáfrica de los años cincuenta del siglo XX, en pleno auge del apartheid.

## Biografía
Malla Nunn nació en Suazilandia, de madre blanca y padre de "raza mixta". Asistió a la Florence Christian Academy, un internado para mestizos, hasta que su familia emigró a Perth, Australia, en los años 70. Se licenció en literatura inglesa e historia en la Universidad de Australia Occidental y después realizó un master de teatro en la Universidad Villanova de Filadelfia. Conoció a su marido en Nueva York y se casaron en Suazilandia, en una ceremonia tradicional.
De vuelta a Australia, Malla escribió y dirigió cortometrajes documentales y vídeos corporativos. Sus películas Fade to White, Sweetbreeze y en especial Servant of the Ancestors (1999) obtuvieron varios galardones y fueron exhibidas en diversos festivales internacionales, logrando la última citada el premio al mejor documental en el Los Angeles Pan African Film Festival del año 2000.
Desde 2008 Malla Nunn reside con su marido y sus dos hijos en Sídney. En 2009 comenzó la publicación de su serie de novelas sobre el detective Emmanuel Cooper, que han sido traducidas a varios idiomas, entre ellos el alemán y el español.

## Obra novelística
- A Beautiful Place to Die, 2009 (Un hermoso lugar para morir, Siruela, 2011)
- Let the Dead Lie, 2010 (Que los muertos descansen en paz, Siruela, 2012)
- Blessed Are the Died, 2012 (Benditos sean los muertos, Siruela, 2014)
- Present Darkness, 2014.